# Georges Jeanclos
Cet article possède un paronyme, voir Jeankélowitch.
Georges Lucien Jeanclos, pseudonyme de Georges Jeankelowitsch, né le 9 avril 1933 dans le 15e arrondissement de Paris et mort le 30 mars 1997 dans le 5e arrondissement de Paris, est un sculpteur français.

## Biographie
Issu d'une famille juive, Georges Jeanclos est le neveu de Pierre Jeankelowitsch, arrêté à Saint-Amand-Montrond, la ville de Maurice Papon, puis assassiné lors de la Tragédie des puits de Guerry, pendant le génocide juif. Il se rapproche des spiritualités chrétiennes, bouddhistes zen et étrusques, la plupart de ses œuvres étant faites de terre grise.
Après un apprentissage  à Cusset dans l'Allier, chez le sculpteur Robert Mermet en 1947, Jeanclos intègre l'École nationale supérieure des beaux-arts de 1952 à 1958, et apprendra la mort de son frère aîné Gérard en 1956 tué pendant la guerre d'Algérie. Il obtient le Grand prix de Rome en 1959, et réside pendant quatre ans à la Villa Médicis dirigée par Balthus. En 1960, il épouse en premières noces Jacqueline Gateau avec laquelle il a trois enfants : Marc, Elisa et Emmanuel. Il rentre  à Paris en 1964 et obtient un poste de professeur à l'École supérieure des beaux-arts du Mans de 1965 à 1966. Il est ensuite nommé, professeur à l'École nationale supérieure des beaux-arts de Paris. Il fait connaissance de Mathilde Ferrer, qui deviendra sa seconde épouse. Une de ses élèves aux Beaux-Arts de Paris, Elsa Sahal, explique : « Les sculpteurs que j’ai eus comme professeurs aux Beaux-Arts m’ont bien sûr nourrie : Georges Jeanclos et Erik Dietman. Du premier, j’ai gardé la technique de modelage : je monte mes pièces autour d’un vide, échafaudant les formes du bas vers le haut, jouant entre la volonté d’ériger un volume et la tendance de la terre à s’effondrer. Mon travail est aux antipodes de celui de Jeanclos : il ne montrait jamais le corps, seulement le visage dans son caractère essentiel et permanent et les corps enfouis dans les plis de la terre. De même qu’il utilisait l’estampage dans des moules, ce que je n’utilise pas du tout »,.
Ses personnages, aux visages lisses, aux crânes chauves, sont vêtus de draperies, linceuls, ou haillons. Certains font fortement penser aux momies précolombiennes. Dans les années 1970, il réalise en argile la série des Dormeurs qu'il propose à  la manufacture de Sèvres pour les réaliser en biscuits de porcelaine. C'est quelque temps plus tard, en 1982, qu'il fonde l'atelier de recherches et de créations de Sèvres. Il expose de temps à autre à la galerie Loeb à Paris.
La mort de son père en 1976 le mène à réaliser les Urnes Kaddish (prières du fils pour son père mort)
C'est à partir de 1983 que Jeanclos ajoute à sa signature le nom de jeune fille de sa mère, « Mossé », qui disparaît cinq ans plus tard, année où il reçoit la commande de la réfection du tympan du portail de l'église Saint-Ayoul à Provins. Il entreprend un voyage au Japon en 1984 qui lui inspire Hiroshima et Kamakuras.
Parmi ses œuvres les plus célèbres, on distingue en 1986 le portail de l'église Saint-Ayoul de Provins, orné de sculptures en bronze, et en 1987 la grande porte en bronze du ministère des Finances de Bercy.
Jeanclos meurt le dimanche 30 mars 1997 d'un cancer. Son atelier était situé dans le quartier de la Bastille à Paris.

## Œuvres
(liste non exhaustive)
- 1958 - Course à pied
- 1965 - Le Chat
- 1968 - Série des Oiseaux
- 1973 - Le Dormeur
- 1975 - Série des Dormeurs
- 1976 - Les Urnes Kaddish
- 1979 - Couple dormeur
- 1980 - Le Couple
- 1983 - Cécile, bronze
- 1983 - Hommage à Rachi
- 1983 - Buste de femme
- 1983 - Monument à Jean Moulin
- 1984 - Grande Urne I
- 1985 - Portail de l'église Saint-Ayoul de Provins
- 1985 - Hiroshima
- 1985 - Kamakuras
- 1986 - Adam et Eve VII
- 1987 - Grande porte en bronze du Ministère des Finances (Bercy, Paris).
- 1989 - Fontaine déesse Artémise d'Ephèse, de la place de la Bataille-de-Stalingrad à (Paris)
- 1988 - Kamakura
- 1988 - Les Barques
- 1990 - La Toupie
- 1991 - L'Annonciation
- 1991 - Fontaine Saint-Julien-le-Pauvre, square Viviani à Paris (près de Notre-Dame)
- 1992 - Monument commémoratif de la tragédie des Puits de Guerry, commande du Comité du Souvenir
- 1992 - Bas-relief dans un collège de Carrières-sur-Seine
- 1993 - Hôtel départemental de Police à Toulouse : portail d'entrée.
- 1995 - Couple assis
- 1996 - Portail de la cathédrale Notre-Dame-de-la-Treille à Lille

## Expositions
- 1960-1961, galerie Jardin des Arts, Rome
- 1964, galerie 9, Paris
- 1979, biennale de Budapest

Posthumes
- Mars 2020 - septembre 2020, Georges Jeanclos - Auguste Rodin : " Modeler le vivant " , à la Galerie Capazza. Exposition en partenariat avec le musée Rodin
- Du 17 mars au 30 décembre 2012, exposition « En signe de vie », présentant des œuvres de Georges Jeanclos, Thomas Gleb et Max Wechsler au musée eucharistique du Hiéron, Paray-le-Monial.
- 2011, Georges Jeanclos, exposition hommage à la galerie Capazza, Nançay.
- 17 juin - 17 septembre 2017, "Georges Jeanclos, Murmures", au Palais Jacques-Cœur de Bourges et à la Galerie Capazza de Nancay.

## Prix, récompenses
- 1959, Grand prix de Rome de sculpture
- 1979, prix de la Biennale de Budapest

## Réception critique
Le critique d'art français Pierre Morel écrit : « Une fois qu'on l'a rencontrée, l'œuvre de Georges Jeanclos ne peut plus s'oublier… Les mots qui viennent à l'esprit sont douceur - tendresse -  silence - pitié. »
Le critique d'art chinois Xing Xiaosheng dit de sa série des Dormeurs : « Les Dormeurs, qu'ils nous montrent un personnage seul ou un couple, ne sont pas une image de la mort, ni de scène de la vie des morts, mais des vivants enfouis dans leurs rêves, dans l'attente de s'éveiller dans le sommeil, pour aller à la rencontre de nouveaux horizons, une nouvelle vie. »

## Élèves
- Marie Amalia.

## Musées, monuments
- Fondation Johnson, États-Unis :
- Musée d'Israël à Jérusalem
- Azbut Juban Community Stores Pedestrian Sidewalk, Japon
- Jewish Museum, New York
- Royal Ontario Museum à Toronto
- Place de la Bataille-de-Stalingrad à Paris : Fontaine
- Square Viviani à Paris: Fontaine Saint-Julien-le-Pauvre
- Ministère de l'Économie et des Finances (France) à Bercy : Grande porte.
- Église Saint-Ayoul de Provins : réfection du portail
- Guerry: Monument commémoratif de la tragédie des puits
- Cathédrale Notre-Dame-de-la-Treille, Lille : Portail
- Champs-Élysées : Monument à Jean Moulin
- Hôtel départemental de Police à Toulouse : Portail d'entrée.
- Musée d'art moderne de la ville de Paris
- Fondation du judaïsme français à Paris
- Fonds national d'art contemporain
- Musée des beaux-arts de Lyon
- Musée de Tessé Le Mans
- Musée Cantini à Marseille
- Musée de Cambrai
- Centre culturel de l'Yonne à Auxerre
- Musée d'Ixelles à Bruxelles, Belgique
- Institut du monde arabe
- Musée eucharistique du Hiéron France, Bourgogne du Sud